# A22 (motorväg, Italien)
A22, It. L'Autostrada del Brennero, är en motorväg i Italien som går mellan Brennero vid Brennerpasset vid österrikiska gränsen och Modena. Detta är en av de viktigaste motorvägarna som korsar alperna och den enda som är riktig motorväg hela vägen. Andra vägar som E25/Mont Blanctunneln och E35/Sankt Gotthardstunneln har landsvägsbredd i långa tunnlar.
Europaväg 45 följer A22:ans hela sträckning. Motorvägen ansluter till motorväg A12 i Österrike. Motorvägen är i bergen relativt krokig för att vara motorväg och har lägre hastighetsbegränsning, 110 km/h (normalt 130 i Italien). Den är dock inte krokigare än att det går bra att köra 110 km/h. Den är byggd på broar långa sträckor.